# De laaiende linies
De laaiende linies is een Suske en Wiske-stripverhaal, naar de figuren van Willy Vandersteen, uitgewerkt door Dirk Stallaert van de Studio Vandersteen.
Suske en Wiske spelen de hoofdrol doorheen het (grotendeels) historische verhaal.

## Locaties
Het verhaal speelt zich af rond de Staats-Spaanse Linies, Fort De Klinge, Middelburg, Cadsandria, Sluis, Aardenburg, fort Spinola, Damme, fort Lillo, Knokke, fort Sint-Frederik, het Zwin, fort Sint-Paulus, Hulst, Fort van Beieren, 
Liefkenshoek en het huis van professor Barabas.

## Personages
De personages in het verhaal zijn:
- Suske, Wiske met Schanulleke, Lambik, Jerom, tante Sidonia, professor Barabas, Hendrik (Staatse Raaf), Sanchez (Spaanse Rat), Alverman (een soort kabouter), Kardoes (een soort helhond), kapitein Calamarez y Octopuz Congelados, man met boot, Antonius Anselmo (Staats edelman), soldaten, admiraal, Karel (Fernando) en Gonzales (Spaanse soldaten vermomd als Vlaamse boeren), commandant Rodriguez Carambole, koopman Bartolomeus Bhoemeranck[4], Philomon Boemerang[5].

## Uitvindingen
In het verhaal speelt de teletijdmachine een rol.

## Het verhaal
Suske en Wiske fietsen langs de Linie van Communicatie, een verzameling forten die gebouwd zijn tijdens de Tachtigjarige Oorlog. Suske vertelt Wiske dat de Nederlanders opkwamen tegen de Spanjaarden die er jarenlang de baas waren. Een deel werd onafhankelijk en daarna vochten Spaansen en Staatsen om de macht, waarbij de bevolking door beide partijen zwaar onderdrukt werd. Een raaf grijpt Schanulleke en de kinderen volgen het dier naar een holle boom, waar ze een trap ontdekken. Ze komen in een onderaardse gang en zien een groot beeld. Dan horen ze de raaf praten met een rat en deze dieren vertellen hun geschiedenis. In 1609 woonde in de gangen een Alverman en hij had genoeg van de oorlog. Hij nam de ogen uit het hoofd van zijn Kardoes en die versteende onmiddellijk. De Alverman stopt de ogen in een zak en gaat op zoek, waarna hij een Spaanse en een Staatse soldaat samen een pint ziet drinken op een terras van een herberg. Ze vieren de wapenstilstand.
De Alverman geeft elk een gouden oog uit zijn Kardoes en deze mannen moeten dat aan hun leiders geven, waarna ze door de magische werking van de ogen inzien dat oorlog zinloos is. Daarna moeten de ogen teruggebracht worden naar de Kardoes, zodat hij weer kan leven. De mannen besluiten de ogen zelf te houden en de Alverman ontneemt hun de ziel, waarna ze veranderen in een Spaanse Rat en een Staatse Raaf. Hun zielen zitten opgeborgen in een magische urn en deze gaat pas open als de ogen in de Kardoes zijn teruggeplaatst. De Alverman is uit het gebied vertrokken, omdat hij genoeg had van de oorlog en de Rat en Raaf zijn in zijn hol gaan wonen. De dieren hebben gehoord dat Suske en Wiske door de tijd kunnen reizen en vragen de kinderen om de gouden ogen te zoeken. Suske en Wiske weigeren, maar dan offeren de dieren Schanulleke en zij komt ook in de urn terecht.
Suske en Wiske vragen hun vrienden om hulp en zoeken zelf het oog van de rat, Jerom en Lambik zoeken het oog van de raaf. Professor Barabas volgt hen via het scherm van de teletijdmachine. Suske en Wiske bestuderen een perkament en ontdekken dat Sanchez in 
Fort De Klinge het oog verloor tijdens een dobbelspel aan kapitein Calamarez y Octopuz. Professor Barabas vindt een persoon met deze naam en flitst de kinderen naar 1641 te Middelburg. Het hele gebied staat onder water, zo proberen de Staatsen de Spanjaarden met een natuurlijke hindernis tegen te houden. De kinderen worden opgepikt door een man met een bootje en hij vertelt dat het volk honger heeft door de inundaties. De man zet Suske en Wiske af op een dijk en vertelt hoe ze in Middelburg kunnen komen.
Lambik en Jerom zijn naar 1622 geflitst, raaf Hendrik heeft het oog verkocht aan een Staats edelman in Cadsandria. Lambik en Jerom worden naar de admiraal gebracht en horen dat Anselmo was beschuldigd van hoogverraad en al zijn bezittingen zijn afgenomen. Hij vluchtte en sloot zich aan bij de Staatsen. Hij is naar familie in Sluis gegaan en Lambik en Jerom willen ook naar deze plaats gaan, maar  de admiraal waarschuwt hen voor de Osgaard. Onderweg zit de Osgaard op de rug van Lambik, maar Jerom kan de kwelgeest verslaan. Jerom en Lambik rijden op de Osgaard verder.
Suske en Wiske komen in Middelburg waar de Spaanse soldaten zich vermomd hebben als Vlaamse boeren. Ze vinden capitán Calamarez De Los Ocotpuz Congelados, maar worden als spionnen gevangengezet in de kerker. De Spanjaarden willen verder naar Aardenburg en een van hen vertelt de kinderen dat hij bevriend was met Sanchez. Hij heeft gezien dat de capitán tijdens het dobbelspel vals heeft gespeeld, hij heeft de dobbelsteen vervangen door één die altijd winnende cijfers gaf en won zo het gouden oog. De capitán heeft Sanchez daarna overgeplaatst en verkocht het oog aan commandant Rodriguez Carambole. De man laat de kinderen vrij en Wiske ziet dan dat de Spanjaarden met karren vol met buskruit richting Aardenburg rijden.
Lambik en Jerom komen in Sluis en de oorlog is daar in volle gang. Ze vinden Antonius Anselmo en hij vertelt dat Pieter Bokkepoot het oog gestolen heeft. Anselmo liet Pieter arresteren, maar hij wist te ontsnappen. Professor Barabas ontdekt dat Bokkepoot in Damme vermeld staat op een lijst met krijgsgevangenen uit 1622. Lambik en Jerom vinden Pieter, maar hij wil alleen helpen als hij bevrijd wordt. Jerom verslaat de soldaten en maakt de omwalling af, waarna de soldaten Pieter vrijlaten. Pieter vertelt dat hij zijn familie liet vluchten naar Engeland en het oog achterna stuurde. Hij gaf het mee aan koopman Bhoemenranck en professor Barabas flitst Jerom en Lambik terug naar hun eigen tijd. Ze ondervragen Theofiel en deze verwijst hen naar zijn neef Philomon in Knokke. Philomon heeft de stamboom van de Boemerangs, het zijn allemaal vertegenwoordigers. Hij vertelt dat Bartolomeus in 1622 vanuit het Zwin naar Engeland wilde vertrekken. De Spanjaarden dachten dat hij een spion was en schoten zijn boot lek, waarna hij zonk. Bartolomeus bleef ongedeerd, maar zijn koopwaar is verdwenen. Lambik en Jerom gaan naar het Zwin en Jerom vindt een kistje.
Suske en Wiske rijden op een ezel naar Aardenburg en waarschuwen dat Spaanse soldaten als boer verkleed zijn, maar de kinderen worden niet geloofd. Suske pakt een vuurwapen af en schiet op de boeren, waarna ton met buskruit ontploft en de Spanjaarden zich terugtrekken. Professor Barabas flitst de kinderen terug, hij heeft ontdekt dat Carambole in fort Spinola was in 1645. De kinderen komen aan op zijn rouwdienst en doorzoeken zijn tent. Wiske vindt een kistje, maar dan worden de kinderen door soldaten ontdekt en de professor flitst hen terug. In het kistje zit geen oog, maar wat munten en een plattegrond van een fort. Het oog staat aangegeven en de professor scant de plattegrond in. Het blijkt om fort Lillo te gaan en Suske en Wiske vinden een huis op de plek waar een kruisje getekend staat op de plattegrond. De bewoonster vertelt dat haar grootvader de loop van een Spaans kanon heeft gevonden en de loop is dichtgeslagen met een dikke kogel. Jerom maakt de kogel los en de vrienden vinden het gouden oog.
Suske en Wiske gaan naar de holle boom en geven de gouden ogen aan de raaf en de rat. De ogen worden in de Kardoes geplaatst en deze komt weer tot leven. De urn gaat open en de Alverman komt tevoorschijn uit de urn. De Alverman geeft Schanulleke aan Wiske en geeft de zielen van de raaf en de rat na eeuwen rust, ze gaan naar het hiernamaals. De Alverman wilde de oorlog stoppen op vreedzame wijze, maar kiest nu voor geweld. Hij wil alle forten vernietigen. Suske en Wiske roepen hem nadat de oorlog al lang geleden is gestopt en de Alverman ziet dat de soldaten verdwenen zijn uit Hulst. Er wordt nu gewandeld en gefietst en er zijn steden gebouwd. De Alverman besluit de forten voor eeuwig te beschermen en gaat weer onder de grond wonen. Tante Sidonia, Suske, Wiske, Jerom en Lambik gaan wandelen en Lambik heeft zich omgeschoold tot gids en legt uit wat er in Liefkenshoek gebeurd is.

## Achtergronden bij de uitgave
Het album is een speciale uitgave uit 2011 die een gedeelte van de geschiedenis van de Tachtigjarige Oorlog onder de aandacht brengt, en zich afspeelt bij de Staats-Spaanse Linies. Het album, met een oplage van 200.000 exemplaren werd uitgegeven door de provincies West-Vlaanderen, Oost-Vlaanderen en Zeeland in samenwerking met Standaard Uitgeverij.
Het project is een initiatief van de provincies West-Vlaanderen, Oost-Vlaanderen, Antwerpen, Noord-Brabant en Zeeland die onder meer hiermee de Staats-Spaanse Linies, de Zuiderwaterlinie in Noord-Brabant en de fortengordel rond Antwerpen meer bekendheid willen geven en het historisch belang willen duiden.